# Suzanne, professeur de flirt
Pour plus de détails, voir Fiche technique et Distribution.
Suzanne, professeur de flirt est un film français réalisé par René Hervil et Louis Mercanton en 1916.

## Fiche technique
- Réalisation et scénario : René Hervil et Louis Mercanton
- Société de production : Société générale des cinématographes Éclipse
- Pays de production :  France
- Format : Noir et blanc - Muet
- Genre : Film dramatique
- Durée : 83 minutes
- Année de sortie : 1916 en  France

Sources : Bifi et IMDb

## Distribution
- Suzanne Grandais
- Georges Tréville
- Édouard Mathé